# Rettet das Feuer
Rettet das Feuer ist ein deutscher Dokumentarfilm von Jasco Viefhues aus dem Jahr 2019 über den deutschen Künstler und Fotografen Jürgen Baldiga.

## Handlung
Bis zum Jahr 1993 kämpft der Fotograf und Künstler Jürgen Baldiga gegen das HI-Virus. Er wird auf dem Höhepunkt der AIDS-Epidemie zu einem Chronisten seiner Zeit. 25 Jahre nach dem Tod Baldigas trifft der Filmemacher Jasco Viefhues Leute aus dem damaligen Umfeld des Künstlers und kombiniert die Gespräche mit Fotografien und Archivmaterial.

## Veröffentlichung
Der Film feierte am 30. Juni 2019 auf dem Filmfest München seine Premiere. Am 1. September 2019 lief der Film auf dem queerfilmfestival in Berlin und Stuttgart.

## Weblink
- Rettet das Feuer bei IMDb